# Adelphella
Adelphella is een monotypisch geslacht van schimmels behorend tot de familie Pezizaceae. De typesoort is Adelphella babingtonii.